# Brasilien
För andra betydelser, se Brasil (olika betydelser).
Brasilien, formellt Förbundsrepubliken Brasilien, (portugisiska: República Federativa do Brasil, lyssna (fil)), är den både till ytan och befolkningen femte största staten i världen och största staten i Sydamerika. Landet sträcker sig över ett område beläget mellan centrala Sydamerika och Atlanten och gränsar till Uruguay, Argentina, Paraguay, Bolivia, Peru, Colombia, Venezuela, Guyana, Surinam och Franska Guyana (Frankrike), det vill säga alla sydamerikanska länder förutom Chile och Ecuador. Landet upptar 48 % av Sydamerikas landyta och ungefär en lika stor del av världsdelens invånare. 
Brasilien är döpt efter bresiljeträ, som var ett träslag som värdesattes högt av tidiga kolonisatörer. Brasilien innehåller stora jordbruksområden och regnskogar. Landet har också Sydamerikas högsta bruttonationalprodukt och är världens sjunde största ekonomi.

## Historia
Brasilien blev en portugisisk koloni efter att Pedro Álvarez Cabral upptäckte kontinenten år 1500. Självständighet utropades 1822 med Peter I som kejsare. Monarkin störtades efter att man avskaffade slaveriet varefter republik infördes 1889. Efter en militärkupp 1964 tog militären makten och styrde landet till 1985 då demokratiska val åter kunde hållas. Demokratin återinfördes 1985. Korruptionsskandaler har präglat de flesta regeringar därefter. Under vänsterpresidenten Luiz Inácio Lula da Silva 2003–2010 växte ekonomin kraftigt  och många brasilianer fick det bättre. Därefter inträdde en djup nedgång som sammanföll med korruptionsavslöjanden och politisk instabilitet. President Jair Bolsonaro 2019-2022 med sitt auktoritära ledarskap och hans kaotiska respons på coronaviruset väcker ilska. Högerpopulisten Bolsonaro, som tog över makten i januari 2019 har blivit skarpt kritiserad för att tona ner allvaret i den pågående pandemin. Jair Bolsonaro har militär bakgrund och försvarar militärregimen som hade makten under åren 1964–1985. Den 30 oktober 2022 förlorade Bolsonaro presidentvalet som återgick till vänstersidan samt nygamla President  Lula da Silva.

## Geografi

### Topografi
Brasilien är präglat av stora våtmarksområden, såsom Amazonas i norr och Pantanal i söder. Landet omfattar också öppna jordbruksområden i söder och bergskedjor längs Atlanten.[källa behövs]

### Hydrografi

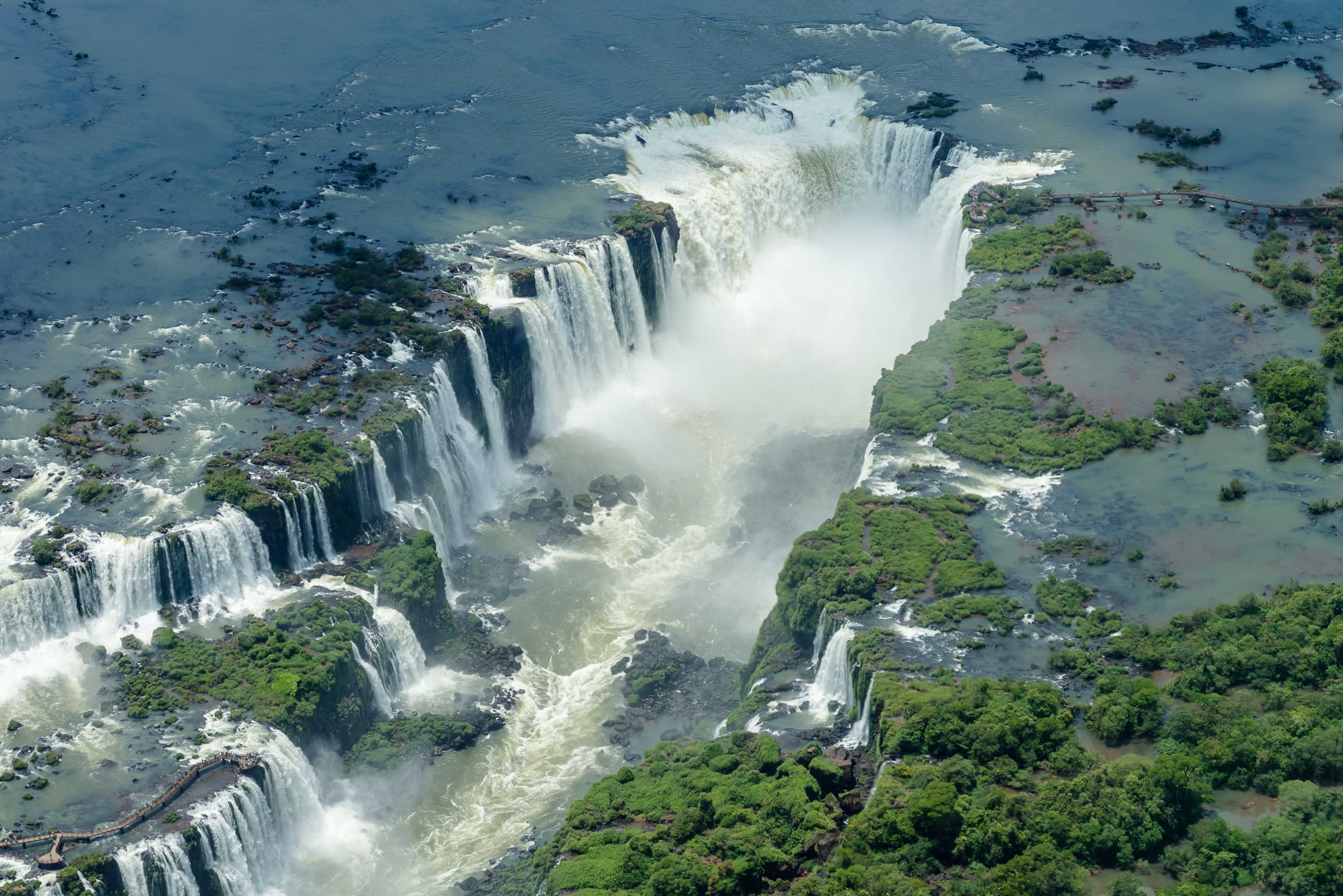
Iguazúfallen.

Amazonfloden, världens största i volym, dominerar hydrografin tillsammans med floder som Paraná, Iguaçu och Rio Negro. Många av dessa är viktiga för dränering och vattenkraft.[källa behövs]

### Klimat
Landet har huvudsakligen ett tropiskt klimat på grund av sin närhet till ekvatorn, med små variationer mellan årstider. I de sydligaste regionerna är klimatet tempererat, och frost eller snö kan förekomma. I söder kan översvämningar vara vanliga, medan nordöstra delen ibland drabbas av längre torrperioder. Amazonasområdet får riklig nederbörd, men det finns också torrare områden, särskilt i nordöst. Temperaturen i södra delen kan sjunka till minusgrader under vissa perioder.[källa behövs]

### Växt- och djurliv
Mata Atlântica längs kusten rymmer rester av urskog, medan Pantanal och Amazonas har unika ekosystem med mångfald av flora och fauna.[källa behövs]

### Miljöproblem
Avverkning av regnskog hotar arter, och vattenkraftsprojekt påverkar flodsystem och biologisk mångfald. Storstadsområden lider av luft- och vattenföroreningar.[källa behövs]

## Styre och politik

### Författning och styre

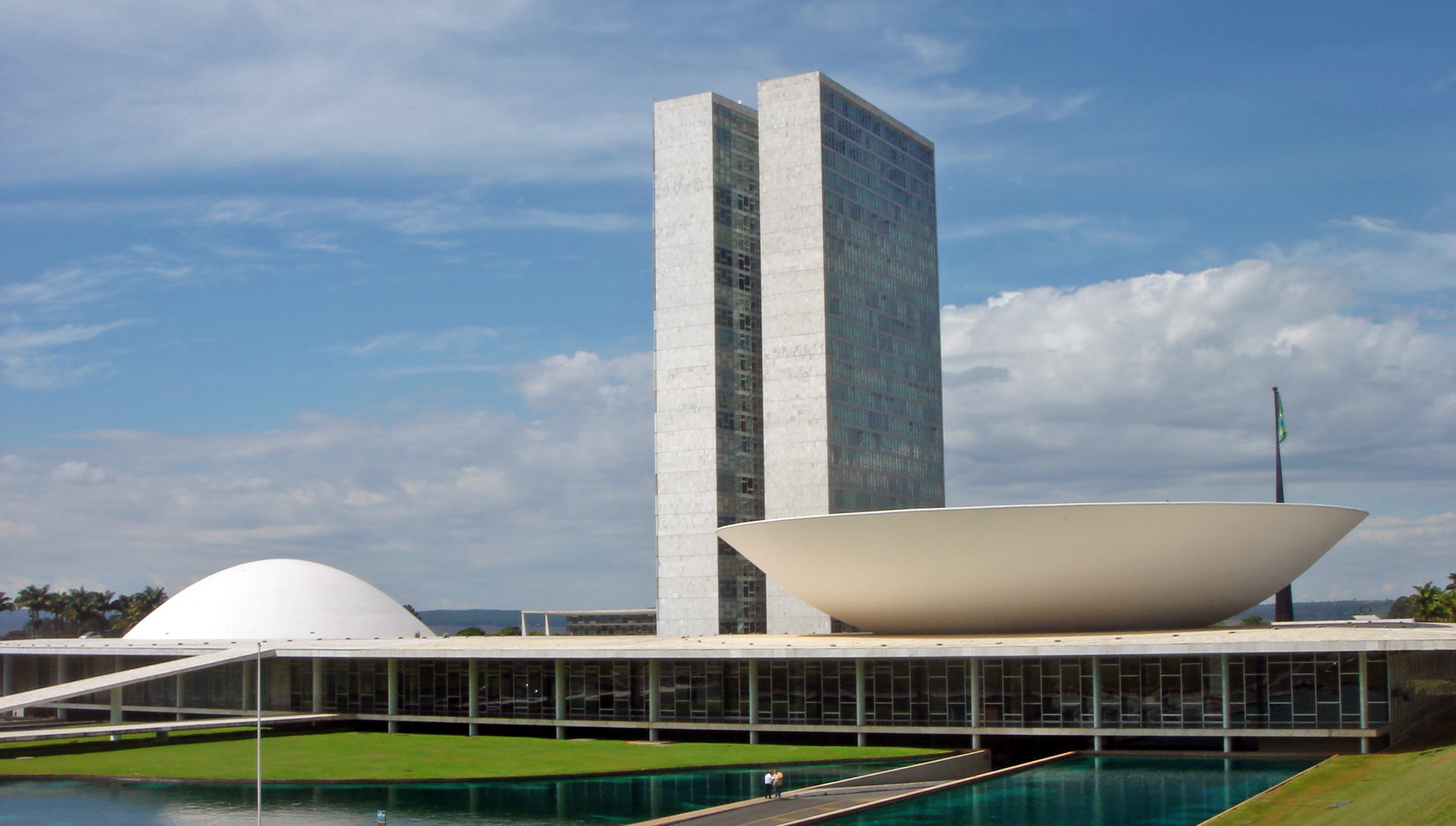
Nationalkongressens byggnad.

Brasilien är en demokratisk republik och konstitutionen från 1988 ger stor makt åt den federala statsmakten. Brasiliens president har vida maktbefogenheter och utser sitt kabinett och är både stats- och regeringschef. Både presidenten och vicepresidenten väljs på samma valsedel och sitter under en fyraårsperiod. Röstning omfattas av valplikt.
Den lagstiftande församlingen, nationalkongressen, består av två kammare: senaten och deputeradekammaren.
Landet har mer än 40 aktiva politiska partier. Landet har flera vänsterpartier som PSOL, PCO, PSTU, PCB, PC do B, vänsterpartier som PT, PSB, PDT, PV, Rede och Solidariedade och center-vänster som PSDB, DEM, PMN och Cidadania. Tio parter förklarar sig i centrum: MDB, PL, PSD, PTC, DC, PROS, Avante, Patriota, Podemos och PMB. Fem partier förklarar sig vara centrum-höger: PTB, Progressistas, PSC, PRTB och Republicanos. Partierna PSL och NOVO kallar sig höger.

### Administrativ indelning

Regional och delstatlig indelning.

Brasilien består av 26 delstater (estados) och ett federalt distrikt (distrito federal) och delas in av IBGE i fem regioner: Nord, Nordost, Central-väst, Sydöst och Syd.

#### Nord

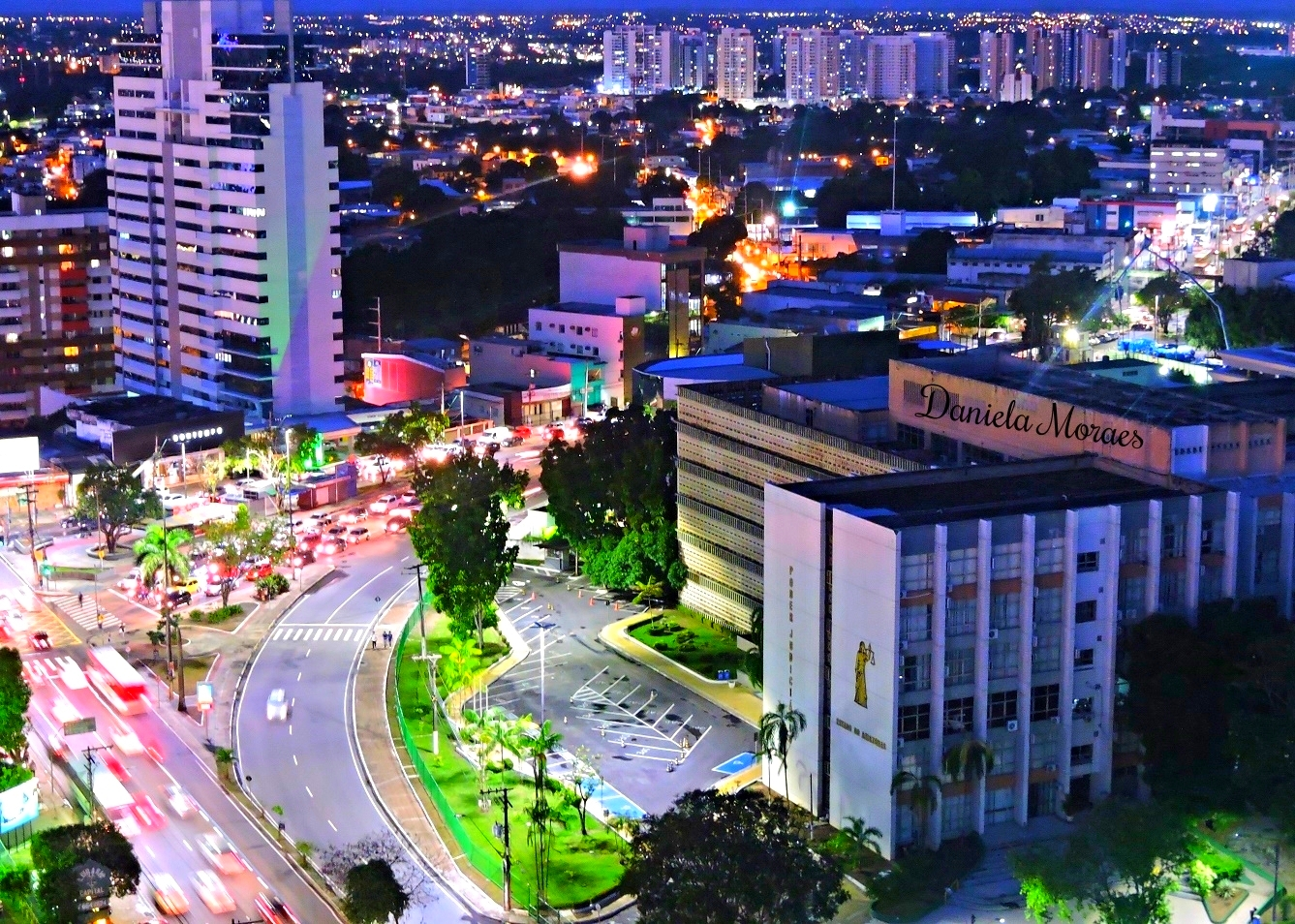
Manaus.

Region Nord har 45,27 % av Brasiliens landyta och är samtidigt den region med lägst invånarantal. Den är förhållandevis lite industrialiserad och outvecklad, men innehåller den största regnskogen i världen och många indianstammar. Dess ekonomi är baserad på mineralutvinning, jordbruk (cassava, açaí och ananas), energiproduktion, elektronisk tillverkning och viss turism.

#### Nordost

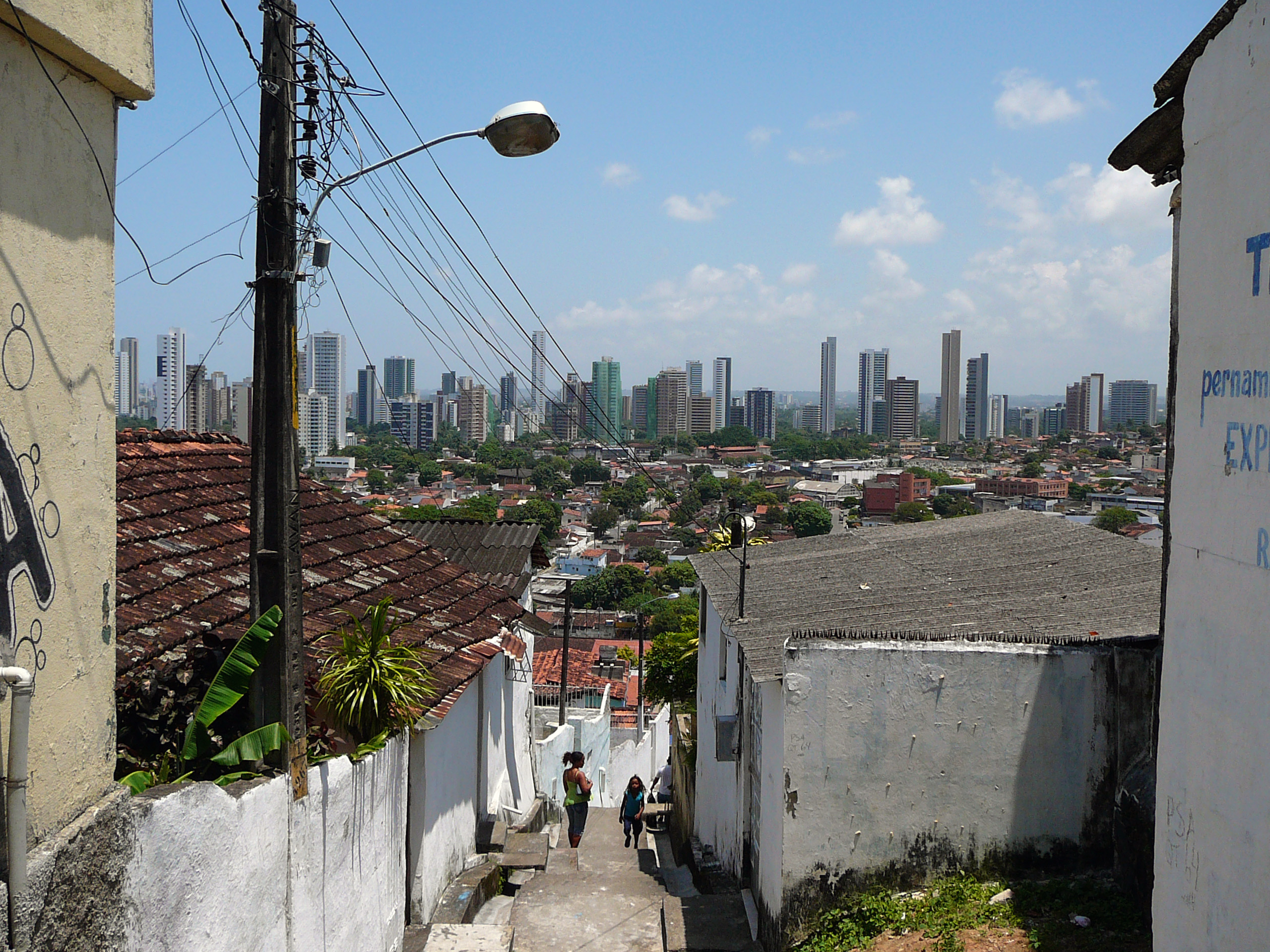
Recife, Pernambuco, en av de fattigaste och mest våldsamma städerna i landet.

Region nordost har en tredjedel av Brasiliens befolkning. Regionen är kulturellt diversifierad med rötter från den portugisiska koloniseringen, afrobrasiliansk kultur och inhemsk indiankultur. Den nordöstra regionen av Brasilien är den fattigaste, mest ineffektiva och minst industrialiserade regionen i landet, och har också historiska problem som: efterblivet och odiversifierat jordbruk, koncentration av inkomster i händerna på tjänstemän och personer som är involverade i regeringen, och några olika, lågproduktiv industri; förutom naturfenomenet ständiga torka. De distinkta särdragen mellan nordost och andra delar av landet utgjorde, förutom att accentuera regionala ojämlikheter, ett gynnsamt scenario för migration från nordost, särskilt till tätorter, under 1970-talet, 1980 och 1990. Dess ekonomi är baserad på turism, produktion av tropiska frukter (kokos, papaya, melon, banan, mango, ananas), kakao, cashewnötter, sojabönor, bomull, sockerrör, maskintillverkning, textilier, vindenergiproduktion och saltutvinning.  

#### Center-väst

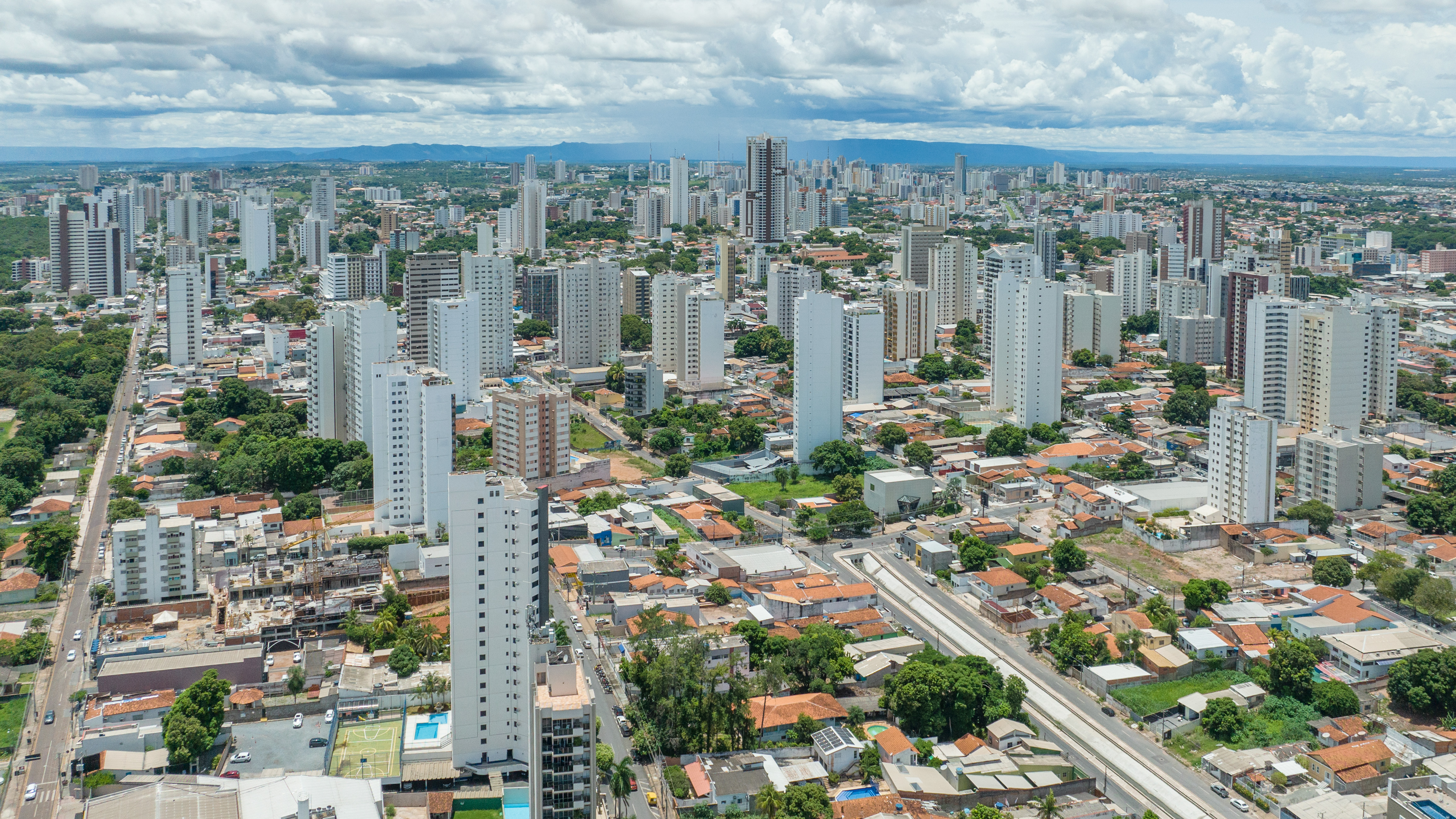
Cuiabá.

Region center-väst är den näst största regionen i Brasilien men är glest befolkad med koncentration till de stora städerna. Här ligger huvudstaden Brasília och världens största våtmark, Pantanal.

#### Sydost

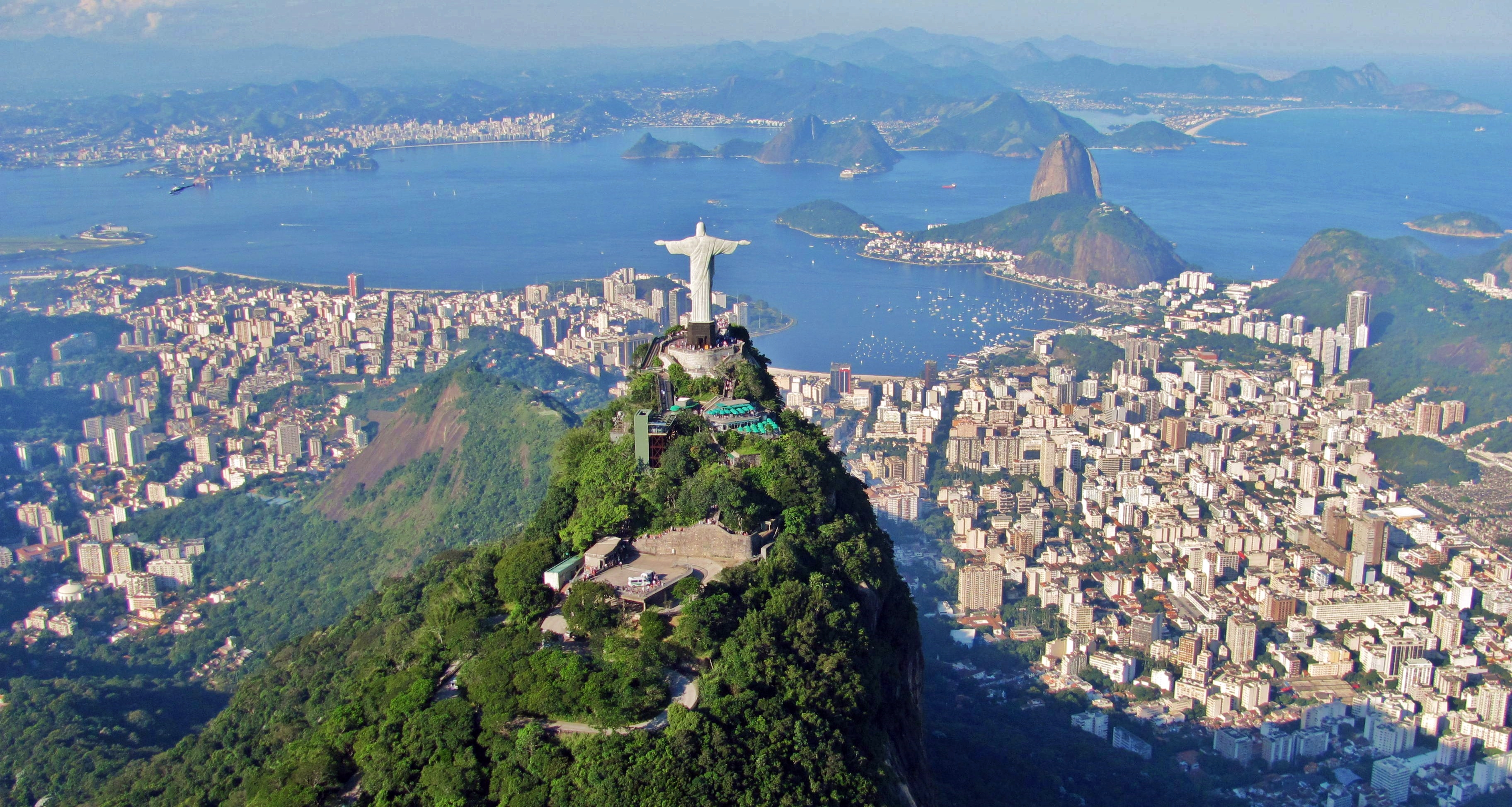
Rio de Janeiro.

Region Sydost är den rikaste och folktätaste regionen. Den har större befolkning än något annat land i Sydamerika och några av de största metropolerna i världen: São Paulo och Rio de Janeiro. I regionen finns också den största utvinningen av olja och gas i Brasilien. Regionen är mycket diversifierad med affärsmetropolen São Paulo, de historiska städerna i Minas Gerais, stränderna i Rio de Janeiro och Espírito Santos kust.

#### Syd

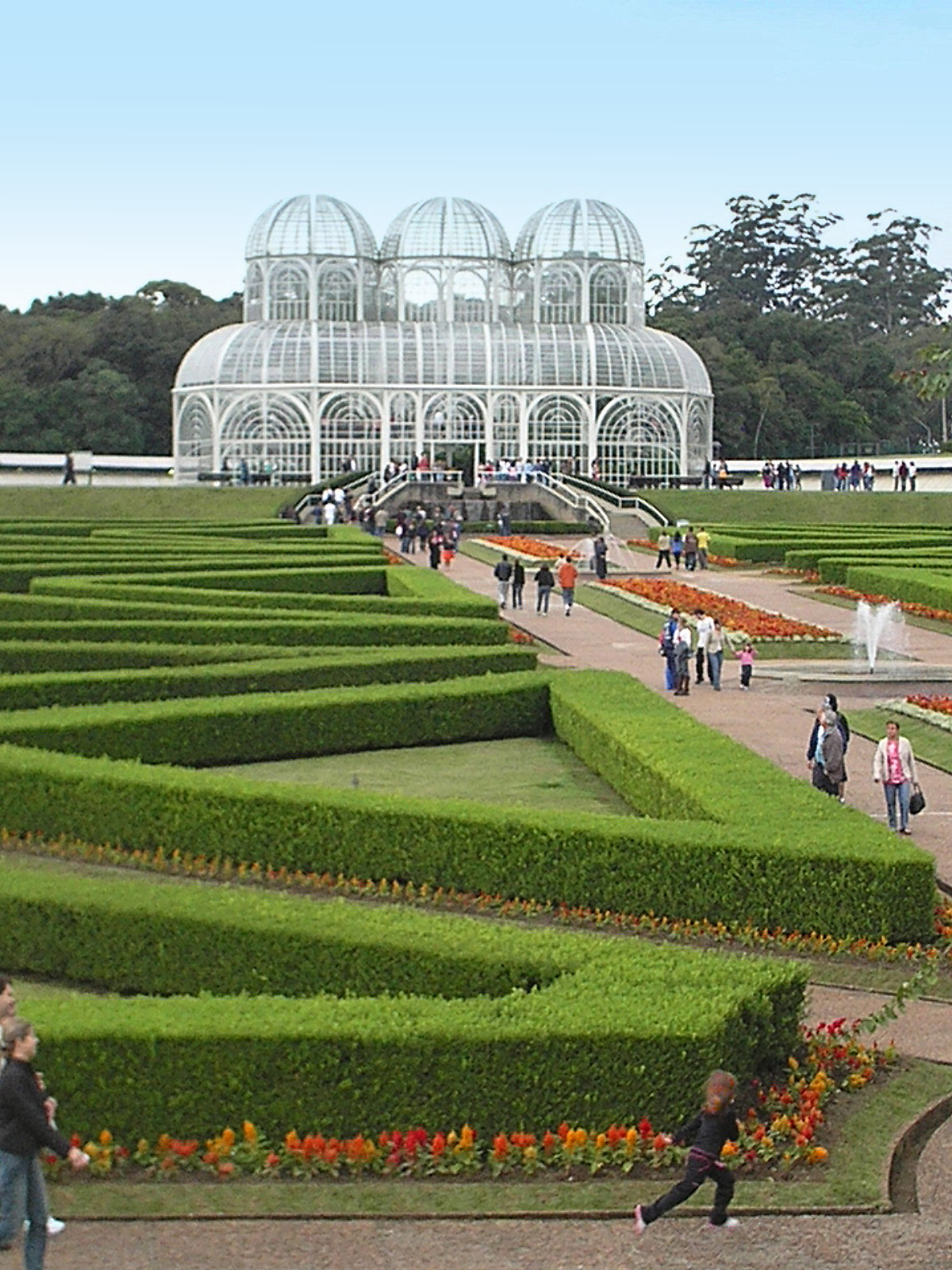
Botaniska trädgården i Curitiba (Curitiba) är den inofficiella symbol för Region Syd.

Region Syd har den högsta förmögenheten per capita i Brasilien och den högsta levnadsstandarden i landet. Det är också den kallaste delen med frostnätter och enstaka snöstormar. Här finns det största inslaget av immigranter från Tyskland och Italien och spår av deras kultur syns överallt.

#### Kommuner
Delstaterna är indelade i município (kommuner). Det finns 5 570 municípios. Brasiliens federala distrikt har inga municípios utan är indelat i 31 administrativa regioner (região administrativa).

### Politik

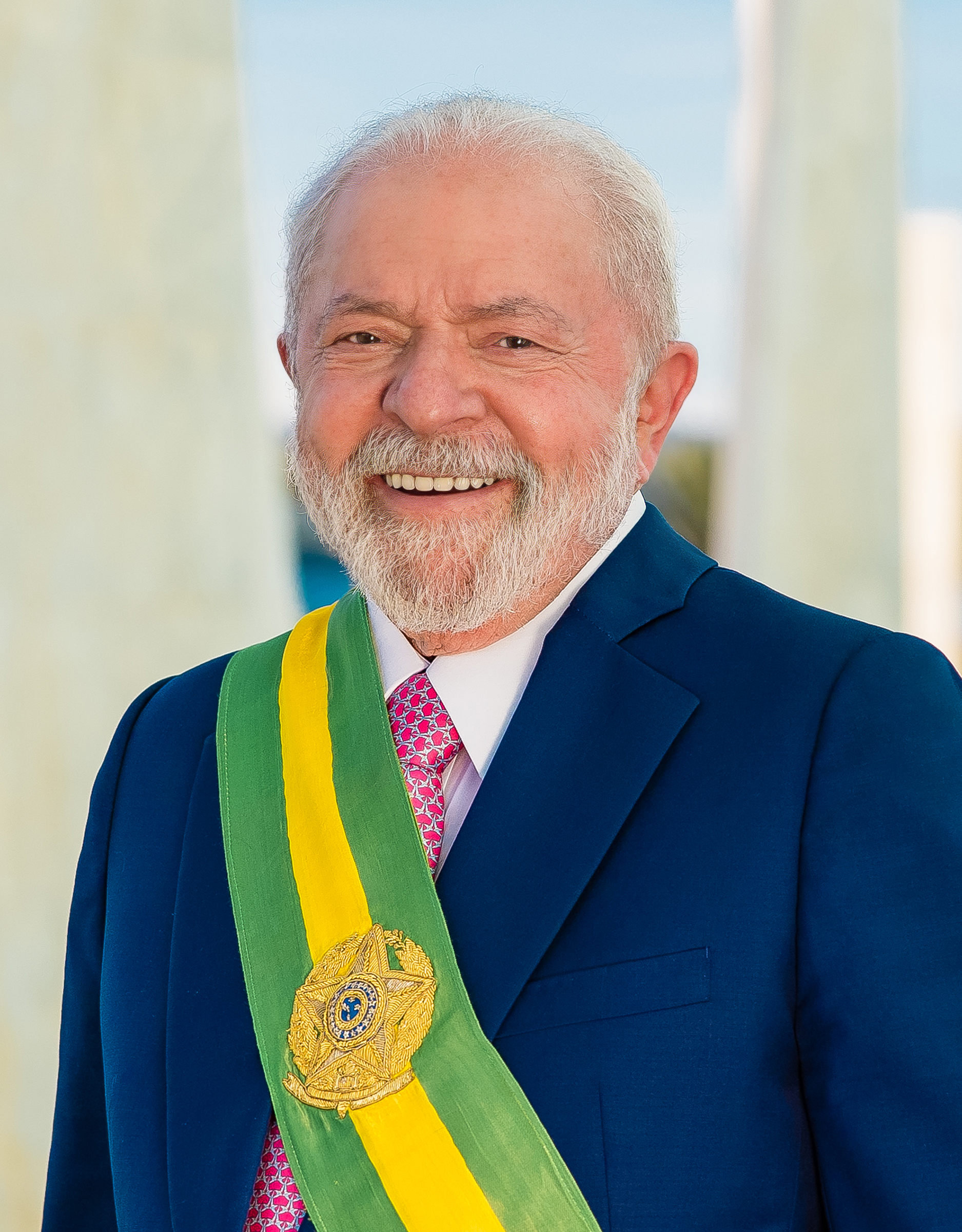
Lula da Silva, Brasiliens nuvarande president sedan 1 januari 2023, för sin tredje mandatperiod.

Från 1985 har Brasilien en civil president. Mellan 2003 och 2016 styrdes landet av demokratisk-socialistiska Arbetarpartiet (PT). Under två av de mandatperioderna styrde presidenten Lula, från 2003 till 2011. Han efterträddes av Dilma Rousseff, som blev landets första kvinnliga president. Rousseff blev vald två mandatperioder, men blev avsatt under sin andra mandatperiod år 2016 av Brasiliens förbundssenat på grund av korruptionsanklagelser. Detta till följd av ett antal större protester 2015 till 2016 där miljontals människor krävde Rousseffs och Arbetarpartiets avgång samt militärens ingripande. I samma veva den 12 juli 2017 dömdes Lula till 9,5 års fängelse för korruption. Överklagandet avslogs och istället höjdes straffet till 12 år och 11 månaders fängelse. 2019 förklarades rättegången olaglig och Lula släpptes fri. Michel Temer valdes den 12 maj 2016 att ha tagit över posten som president efter Rousseff blev avsatt.
År 2019 tillträdde högernationalisten Jair Bolsonaro. Han har vurmat för militärdiktaturen och utlovade inför valet tuffa tag mot korruption och våldsbrottslighet.  Brasilien var mycket polariserat under hans mandatperiod med både starka anhängare och starka motståndare. Han fick mycket kritik både inrikes och utrikes. Inom landet kritiserades Bolsonaro särskilt av vänster- och Lula-anhängare, samt på grund av Bolsonaros hantering av coronakrisen. Från utrikes håll gällde kritiken särskilt hans val att öka skogsskövlingen i Amazonas. Flera forskare har varnat för påverkan skogsskövlingen kommer ha på globala uppvärmningen. Samma år som Bolsonaro tillträdde släpptes Lula fri. År 2022 tillkännagav Lula att han skulle kandidera till president för en tredje mandatperiod. År 2023 tillträdde Lula som president. Vid hans tillträde upprättade han ett ministerium för Brasiliens urfolk, med aktivisten Sônia Guajajara som urfolk-minister. Detta som en del i målet att motarbeta och kompensera för skogsskövlingen under Bolsonaros styre. Därtill blev Anielle Franco minister för etnisk jämlikhet (portugisiska: igualdade racial). Anielle Franco är syster till Marielle Franco - queer, feministisk och antirasistisk aktivist inom Partiet Socialism och Frihet (PSOL) - som dödades i ett attentat år 2018. Året därpå arresterades två poliser för mordet på Marielle Franco.

### Försvar

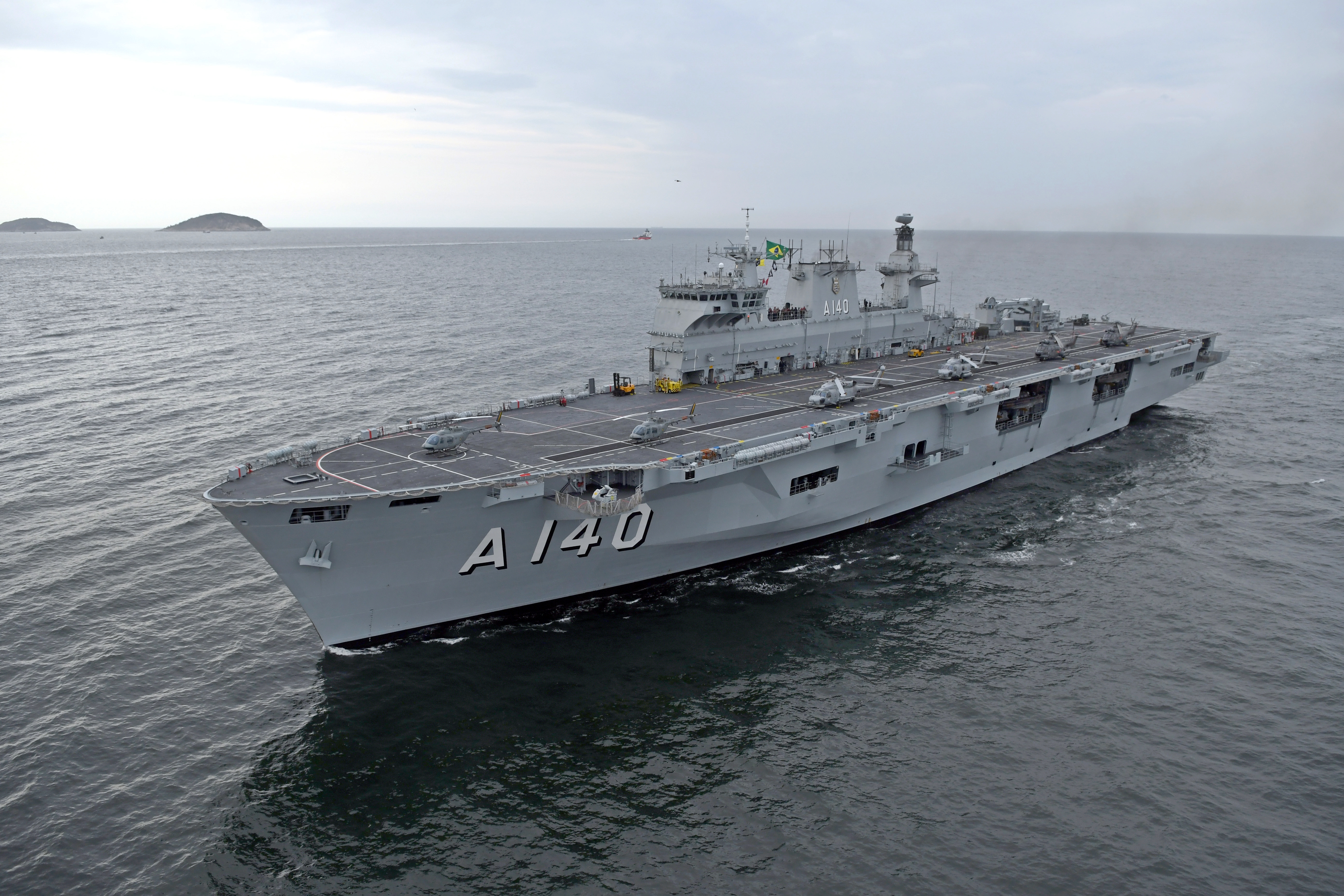
Hangarfartyget Atlântico.

Brasiliens försvarsmakt är Latinamerikas största och var och en av dess försvarsgrenar är också störst på kontinenten. Landet ansågs vara den nionde största militärmakten på planeten 2021.
Armén hade 2009 en militär personalstyrka om cirka 190 000 personer i aktiv tjänst, av vilka 70 000 var värnpliktiga.
- Stridsvagnar - 469
- Andra pansarfordon - 1 280
- Artilleripjäser - 656
- Helikoptrar - 82

Flygvapnet hade 2010 en militär personalstyrka om 70 000 personer. Antalet flygplan var 719.
Marinen hade 2011 en militär personalstyrka om 60 000 personer. Antalet fartyg i tjänst var cirka 100. Bland fartygen återfinns även ett hangarfartyg. Marinflyget hade omkring 85 flygplan och helikoptrar. Marinkåren hade en militär personalstyrka om ca 15 000 personer.

#### Polisväsende
Polisen i Brasilien är i organiserad på två nivåer: federal polis och delstatlig polis. Endast undantagsvis förekommer en kommunal polis. Den federala polisen – Departemento de Polícia Federal (DPF) –  utreder brott begångna mot den federala regeringen, dess myndigheter och företag, bekämpar internationell narkotikahandel samt ansvarar för gräns-, flyg- och sjöpolis. De delstatliga poliskårerna består dels av civil kriminalpolis – Polícia Civil (PC) – dels av paramilitär ordningspolis – Polícia Militar (PM) – som även ansvarar för brandförsvaret. Städerna São Paulo och Rio de Janeiro är de enda större kommuner som har en egen poliskår.

## Ekonomi och infrastruktur
Näringslivet upplevde på 1960–1970-talen en expansion som har betecknats som ett "ekonomiskt under". Välståndet är dock ytterst ojämnt fördelat mellan olika landsändar och klyftorna har snarast blivit djupare mellan skilda samhällsgrupper. De södra delarna är relativt välmående, vilket står i skarp kontrast mot nöden och undernäringen i outvecklade områden. Den nya huvudstaden Brasília (invigd 1960 under president Juscelino Kubitschek) är ett försök att öppna det glest befolkade inlandet. Den snabba tillväxten skapade obalans i ekonomin och förbyttes på 1980-talet i kris med social och politisk oro. Hög inflation och en katastrofal utlandsskuld tvingade fram en ekonomisk åtstramning. För att lösa problemen 1994 bytte Brasilien till en ny valuta, real, som var kopplad den amerikanska dollarn. En ekonomisk tillväxt skedde och inflationen sjönk, vilket gjorde att länder började investera mer i den brasilianska industrin.
I slutet av 1900-talet orsakade den finansiella krisen i Asien att även Brasiliens ekonomi fick en nedgång. 1998 gav Internationella valutafonden ekonomisk hjälp och 1999 beslutade Brasiliens centralbank att landets valuta real inte längre skulle ha en fast växelkurs mot amerikansk dollar samt genomförde en devalvering.
Dessa åtgärder ledde till en svag tillväxt i början av 2000-talet. Den globala finanskrisen 2008 fick effekter för Brasilien, men de återhämtade sig snabbt.

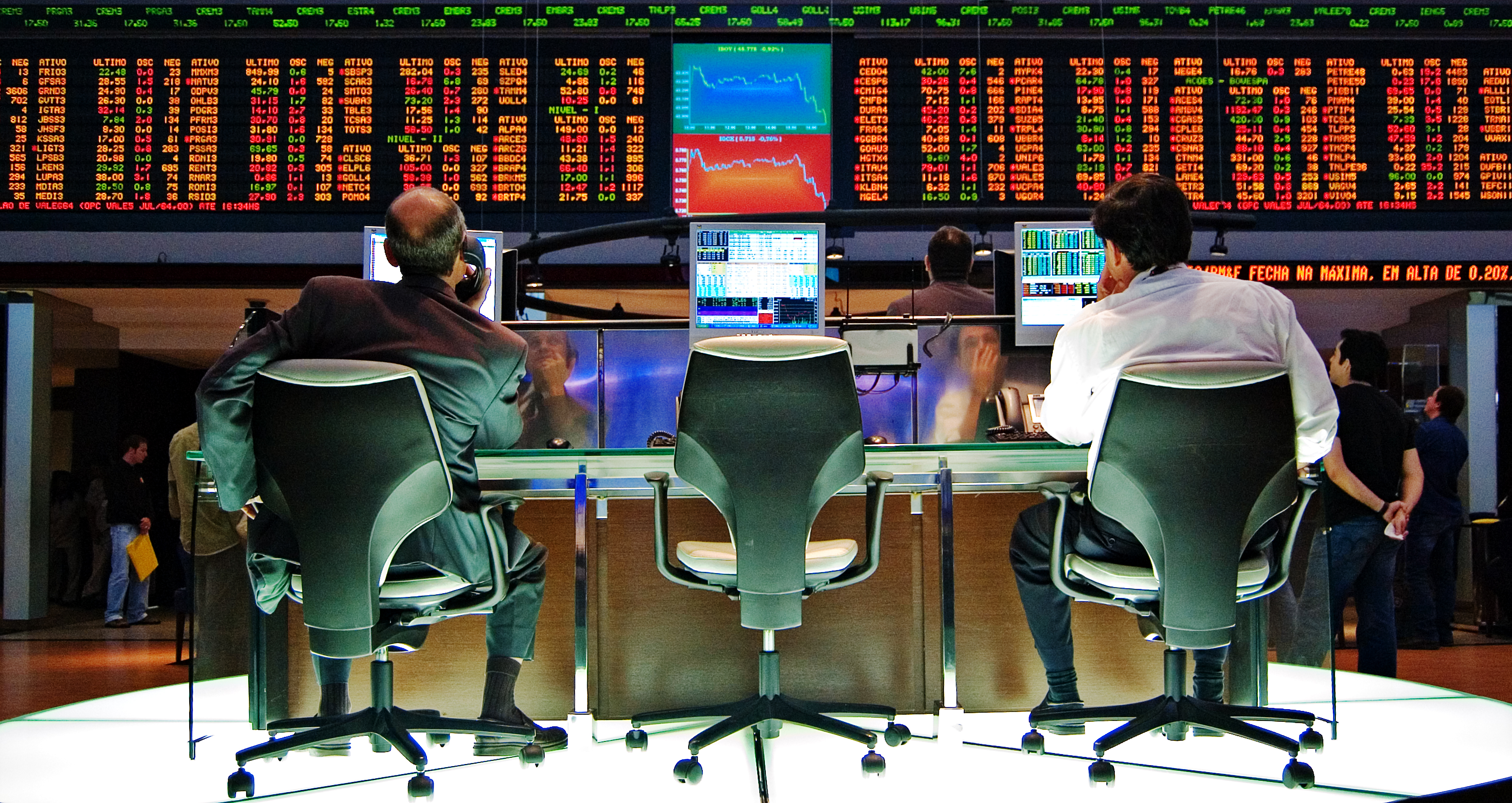
Bovespa.

### Näringsliv
Ekonomin har länge grundat sig på råvaror, till exempel guldrushen på 1700-talet, kaffeodling i São Pauloregionen och gummiutvinning i Amazonas under 1800-talets senare del. Under de senaste årtiondena har industrin utvecklats snabbt med hjälp av utländskt kapital (järn- och stålverk, varv, biltillverkning, kemisk industri). Den är koncentrerad till storstäderna i sydöst med São Paulo som centrum.[källa behövs]
Brasilien är välutvecklat inom jordbruk, gruvdrift, tillverkning och servicenäring. Landet har rika naturtillgångar och gott om arbetskraft, vilket gör att man är Sydamerikas ledande ekonomi.

#### Jordbruk

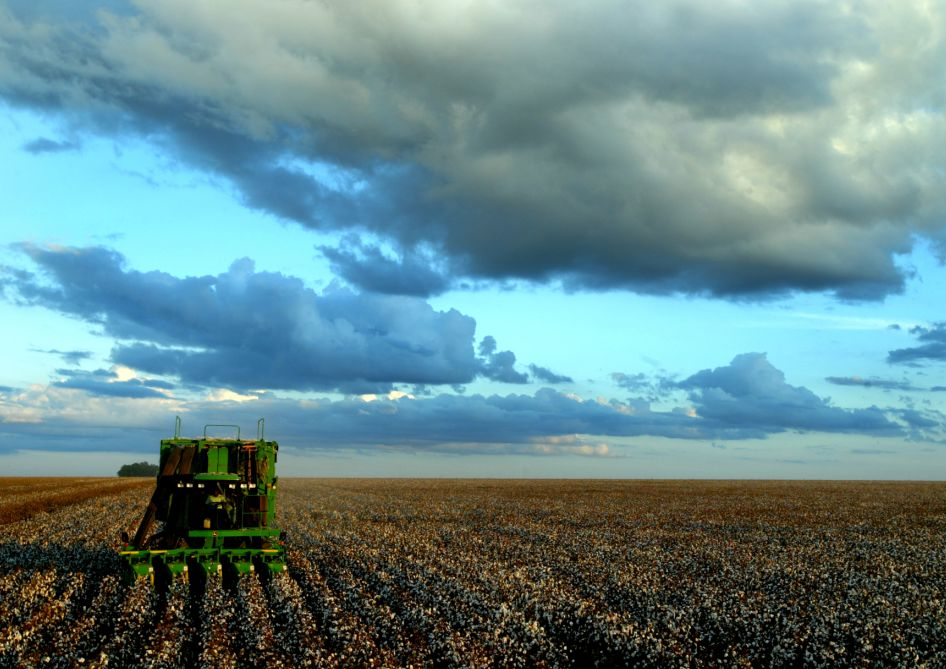
Jordbruk, bomullsskörd.

Brasilien är en av världens största exportörer av kaffe och socker. Viktiga produkter är också sojabönor, sydfrukter (apelsiner), kakao, majs och vete samt bomull och jute. Jordbruket har dominerat näringslivet och sysselsätter omkring 1/4 av befolkningen, men dess andel av nationalinkomsten sjunker. De fattiga småbrukarna, som lever i självhushåll, odlar bland annat rotfrukten kassava. Moderna familjejordbruk finns på de goda jordarna i söder. Storgodsen fazendas med plantageodling av exportgrödor och storskalig boskapsskötsel spelar en huvudroll i landet. Några få procent av jordägarna äger närmare hälften av den odlade arealen och försök till jordreformer har misslyckats.[källa behövs]
År 2019 var Brasilien världens största producent av sockerrör, sojabönor, kaffe och apelsiner, den andra största producent av papaya, den tredje största producenten av majs, tobak och ananas, den fjärde största producenten av bomull och kassava, den femte största producenten av kokosnötter och citroner, den sjätte största producenten av kakao och avokado, nionde största producenten av ris, den tionde största producenten av tomater och den 11:e största producenten av druvor och äpplen. Landet är också en stor producent av bananer men nästan all produktion är för inhemsk konsumtion. Slutligen producerar Brasilien också stora mängder bönor, jordnötter, potatis, morötter, cashewnötter , småcitrus, persimon, jordgubbar, guarana, guava, açaí, paranötter, yerba mate, med mera. Sockerrör används för tillverkning av socker men också för framställning av etanol som är avsedd att driva en fordonsflotta (etanoldelen är ett biobränsle).
När det gäller produktion av animaliska proteiner är Brasilien idag ett av de största producenterna i världen. År 2019 var landet världens största exportör av kycklingkött. Det var också världens näst största producenten av nötkött, världens tredje största producent av mjölk, världens fjärde största producent av fläsk och den sjunde största producenten av ägg.

#### Energi och råvaror

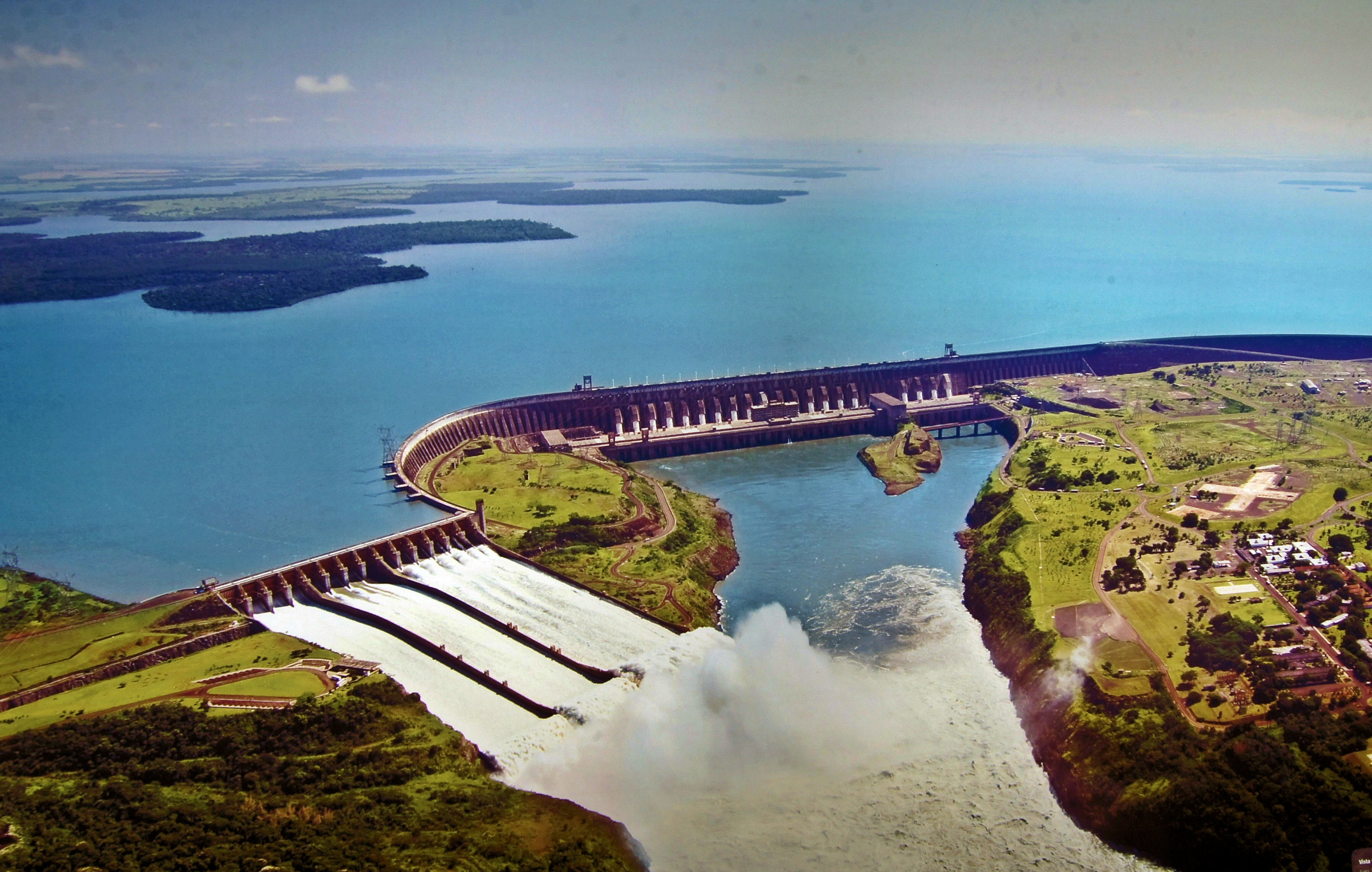
Itaipu-dammen.

Det huvudsakliga kännetecknet för den brasilianska energimatrisen är att den är betydligt mer förnybar än den globala. Medan världsmatrisen 2019 endast bestod av 14 % förnybar energi, var Brasiliens 45 %. Petroleum och petroleumprodukter utgjorde 34,3 % av matrisen; härrörande från sockerrör, 18%; hydraulisk effekt, 12,4%; naturgas, 12,2%; ved och träkol, 8,8 %; olika förnybara energikällor, 7 %; mineralkol, 5,3%; kärnkraft, 1,4 %, och annan icke-förnybar energi, 0,6 %.
I elenergimatrisen är skillnaden mellan Brasilien och världen ännu större: medan världen bara hade 25 % förnybar elenergi 2019, hade Brasilien 83 %. Den brasilianska elmatrisen består av: hydraulisk energi, 64,9%; biomassa, 8,4%; vindenergi, 8,6 %; solenergi, 1 %; naturgas, 9,3%; petroleumderivat, 2%; kärnkraft, 2,5%; kol och derivat, 3,3%.
I slutet av 2021 hade Brasilien 181,5 GW installerad energi och var det andra landet i världen när det gäller installerad vattenkraft (109,4 GW) och biomassa (15,8 GW), det 7:e landet i världen när det gäller installerad vindenergi (21,1 GW) och det 14:e landet i världen när det gäller installerad solenergi (13,0 GW) och på väg att hamna i  topp 10 i världen inom solenergi.

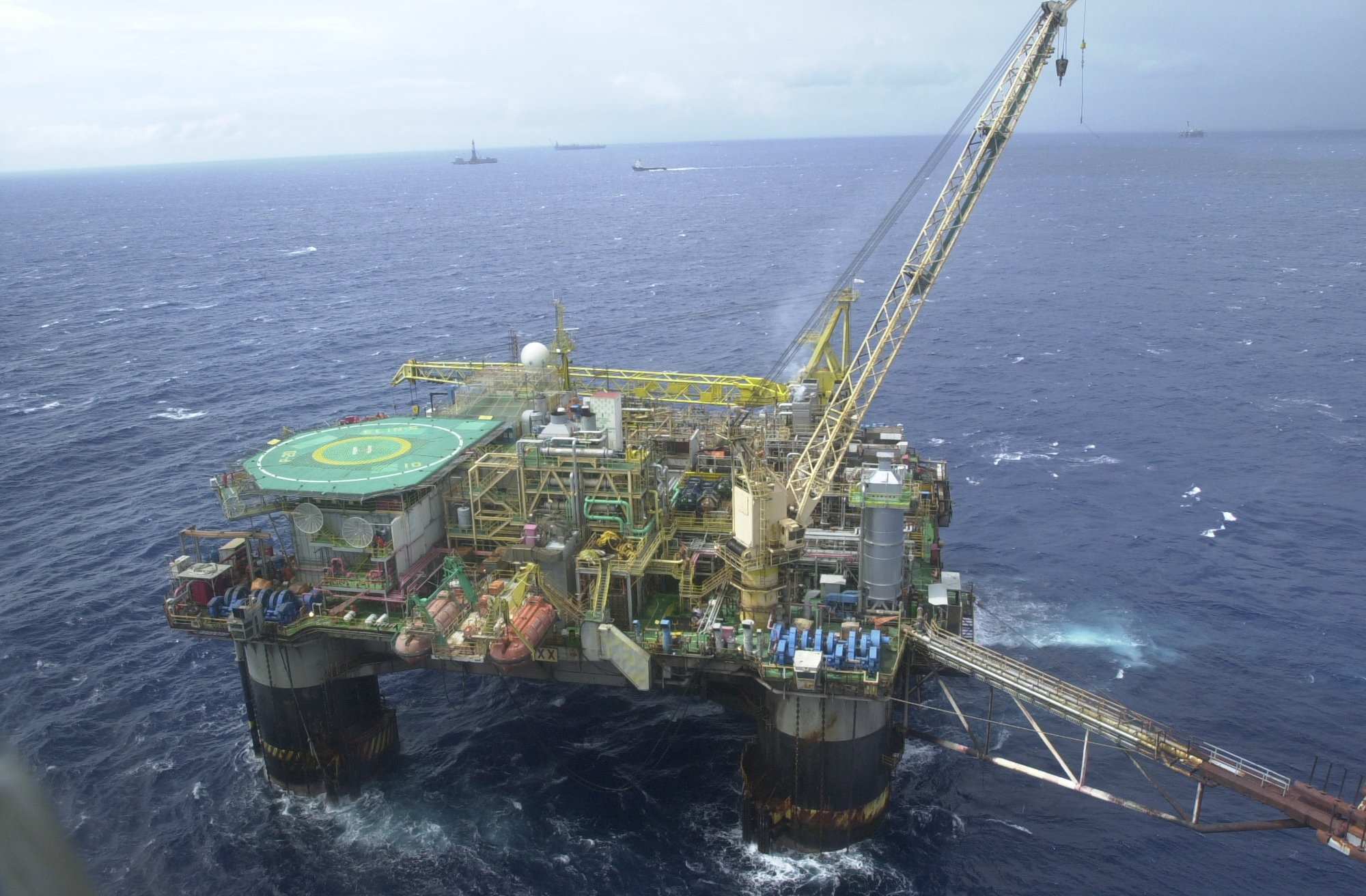
Petrobras.

År 2021 var den 7:e oljeproducenten i världen, med ett genomsnitt på nära 3 miljoner fat per dag.
Järnmalmsförekomster (främst i staterna Minas Gerais, Pará och Amazonas) hör till jordens rikaste, regnskogen utgör ett ofantligt virkesförråd och vattenkraftreserverna i Brasilien hör till världens största, men kol och framför allt olja måste importeras. 

#### Industri
I samband med oljekriserna har man börjat framställa drivmedel av alkohol från sockerrör. Inom gruvsektorn utmärker sig Brasilien i utvinning av järnmalm (där landet är den andra största världsexportören), koppar, guld, bauxit (en av de 5 största producenter i världen), mangan (en av de 5 största producenterna i världen), tenn (en av de största producenterna i världen), niob (har 98%  för världen kända tillgångarna) och nickel. När det gäller ädelstenar är Brasilien världens största producent av ametist, topas, agat och en av de största producenterna av turmalin, smaragd, akvamarin och granater.
Sekundärsektorn är baserad på branscher och Brasilien är den industriella ledaren i Latinamerika. Inom livsmedelsindustrin var Brasilien 2019 den näst största exportören av bearbetade livsmedel i världen.  2016 var landet den andra största  producenten av cellulosa i världen och den åttonde största tillverkaren av papper. Inom skoindustrin är Brasilien fjärde största tillverkare i världen.  2019 var landet den åttonde största tillverkaren av fordon och den nionde störsts producenten av stål i världen. Brasils kemisk industri rankades 2018 som den 8:e största i världen. Inom Textilindustrin var Brasilien 2013 bland de 5 största globala tillverkarna, men var väldigt lite integrerat i världshandeln.

### Handel
Brasilien ingår i handelssamarbetet BRICS mellan några av de växande ekonomierna Ryssland, Indien, Kina och Sydafrika.

### Infrastruktur

#### Transporter

##### Vägnät

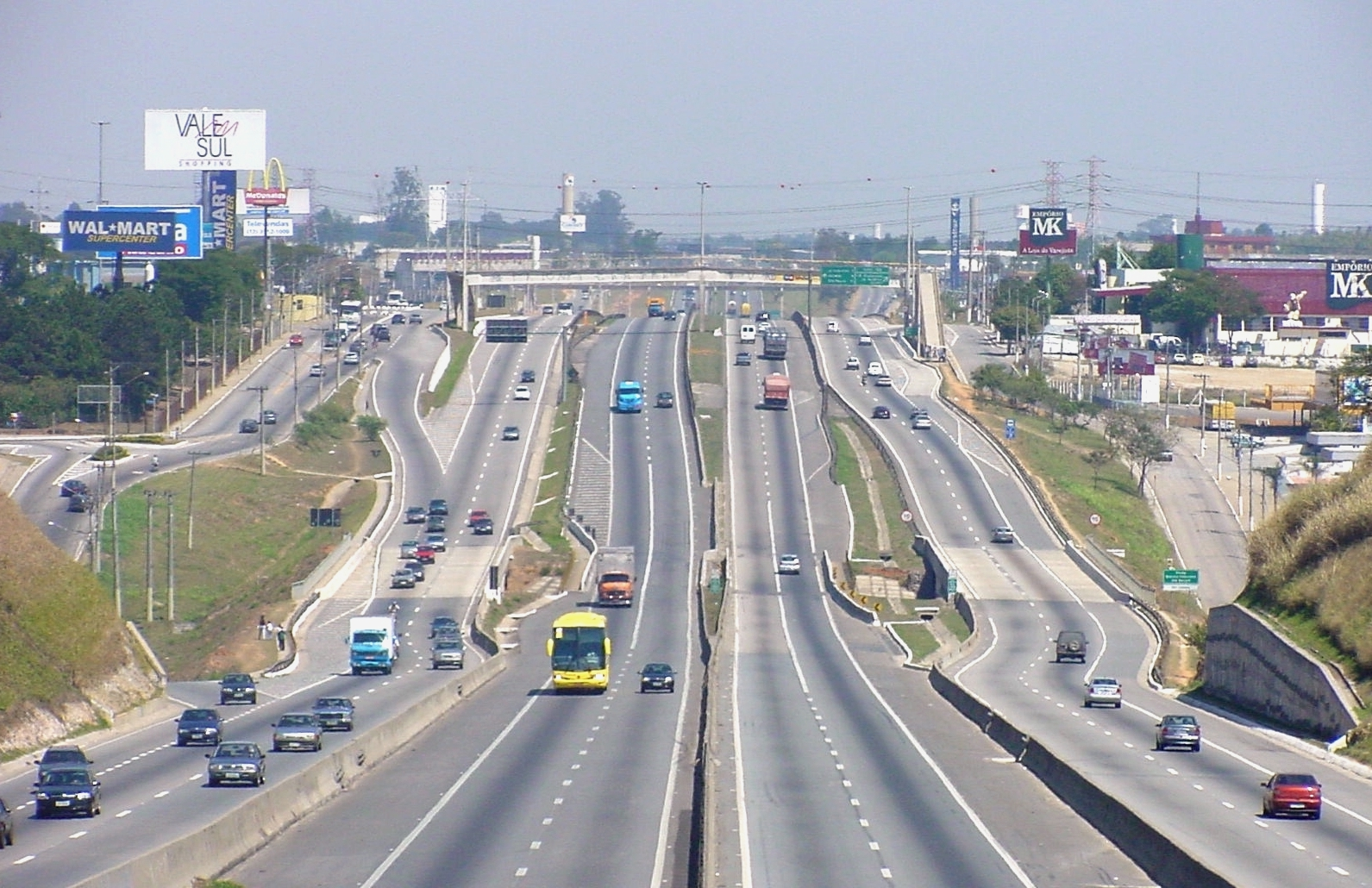
BR-116 i São José dos Campos, São Paulo.

Vägnätet är väl utbyggt i anslutning till de största städerna, framför allt runt São Paulo. Vägsystemet uppgick till 1 720 000 km 2019, en av de 10 största i världen. Det totala antalet asfalterade vägar ökade från 35 496 km 1967 till 213 453 km 2018. Landet har cirka 14 200 km delade fyrfältsväg, 5 000 km bara i delstaten São Paulo. Även om Brasilien har det största dubblerade vägnätet i Latinamerika anses det vara otillräckligt för landets behov: 2021 beräknades det att den idealiska mängden dubblerade vägar skulle vara ungefär från 35 000 km till 42 000 km. 

##### Flygtrafik

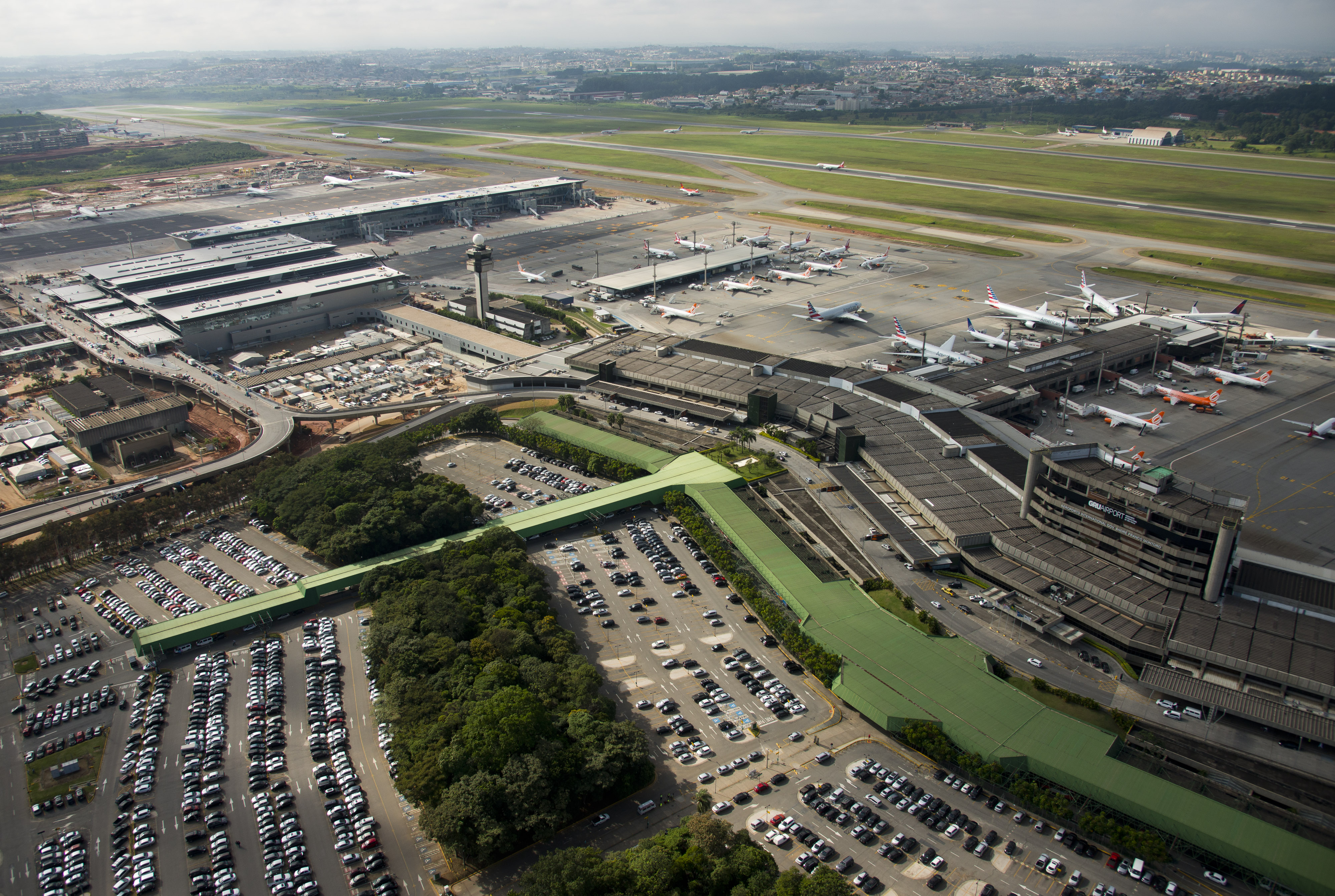
São Paulo-Guarulhos internationella flygplats.

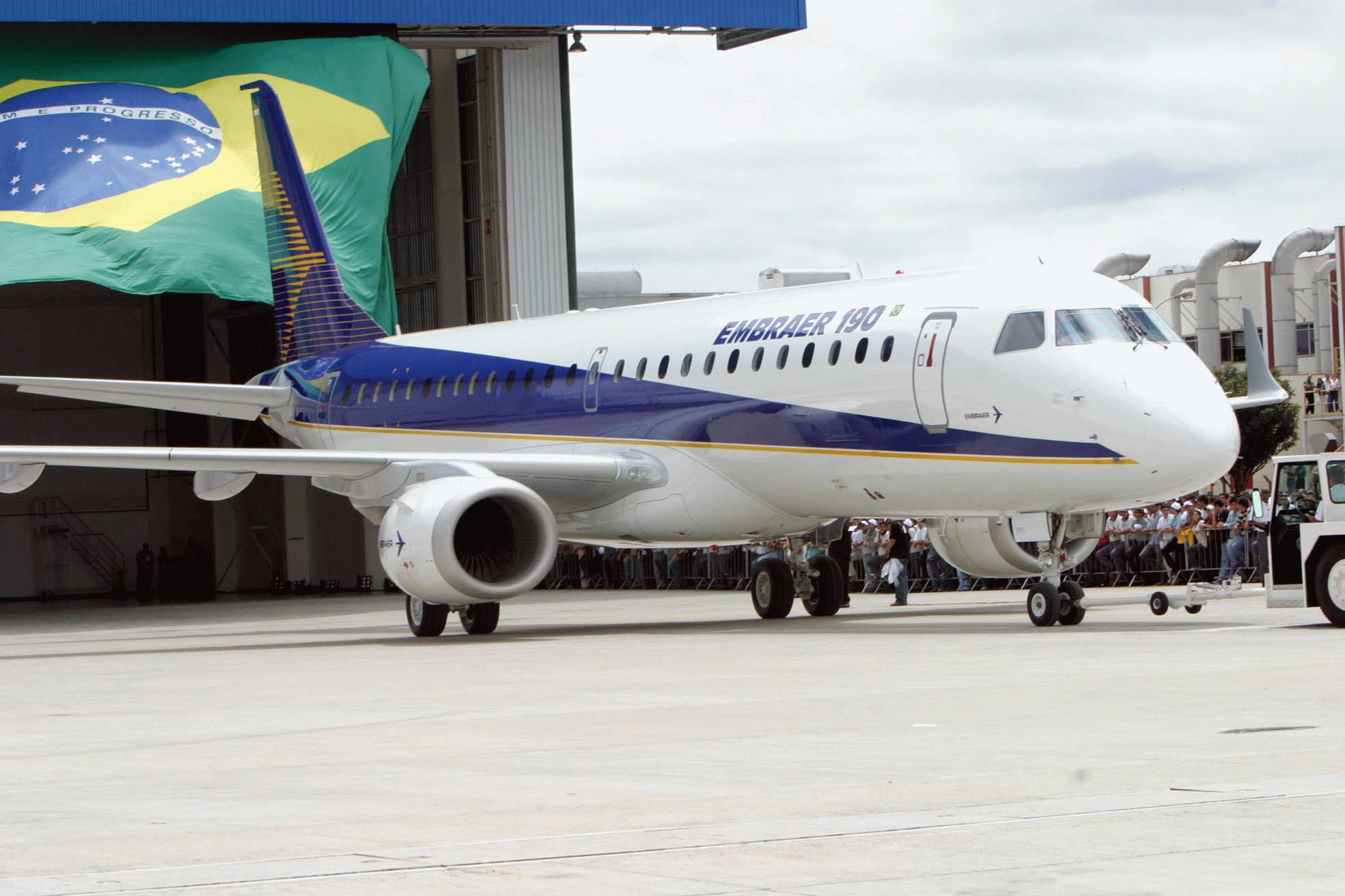
Embraer 190.

Brasilien har ett väl utvecklat nätverk av flygtrafik. Det finns cirka 2 500 flygplatser i Brasilien, inklusive landningsfält: det näst största antalet i världen, efter USA.  São Paulo flygplats är den viktigaste i landet, och andra viktiga flygplatser i landet är de i Rio de Janeiro, Brasília, Belo Horizonte och Porto Alegre.

##### Järnväg

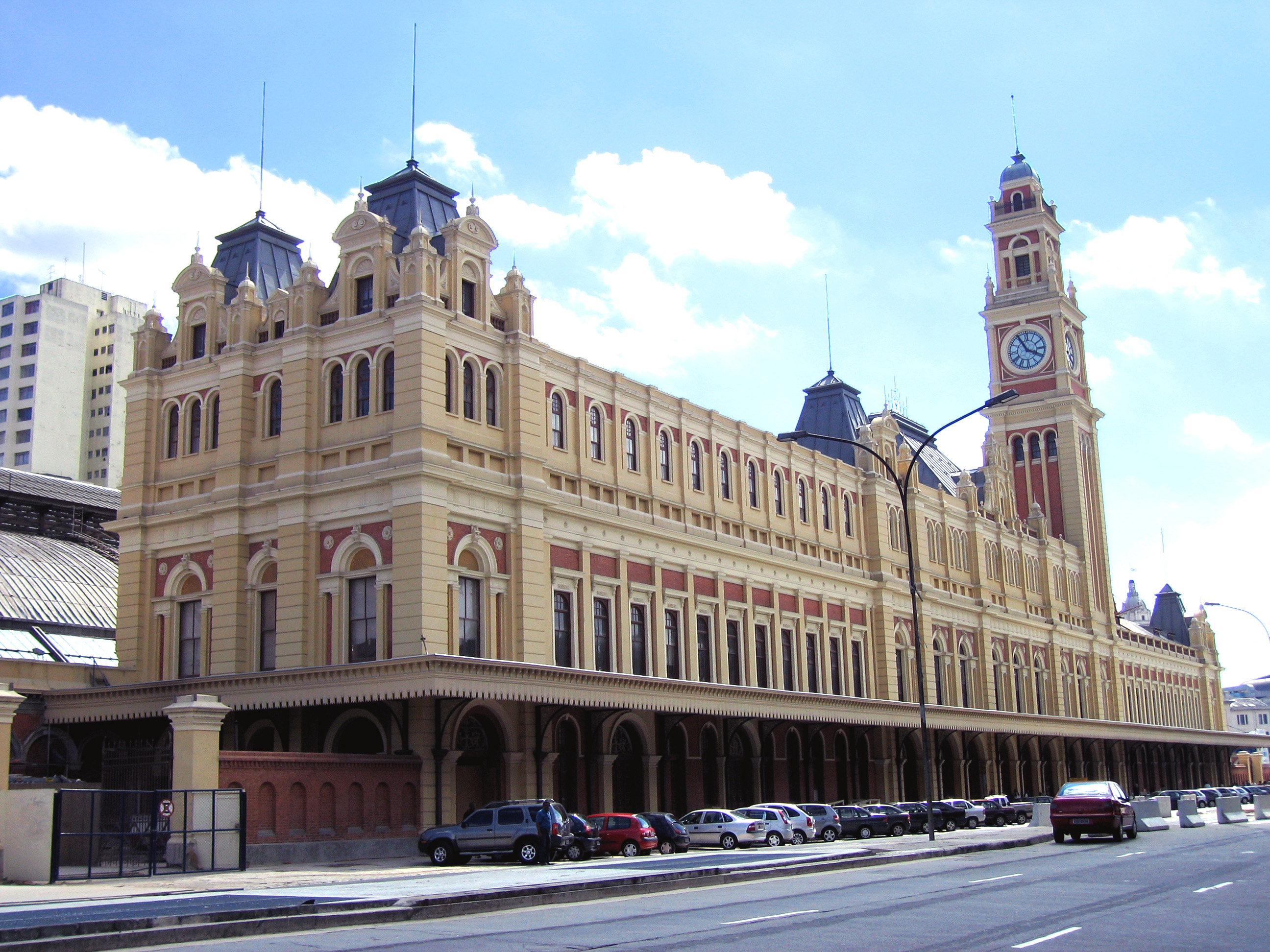
Estação da Luz, en järnvägsstation i São Paulo.

Järnvägsnätet i Brasilien omfattar 29 314 kilometer (2005), en av de 10 största i världen, som huvudsakligen används för att transportera malmer. Det brasilianska järnvägssystemet hade en stor expansion mellan 1875 och 1920. Järnvägsmodalens storhetstid avbröts under Getúlio Vargas regering, som prioriterade vägtransporten. Redan på 1940-talet stod järnvägsnätet inför flera problem, från lågmotoriserade lok till oekonomiska upplägg. 1957 skapades ett statligt ägt företag, National Railroad Network (RFFSA), som började förvalta 18 järnvägar i unionen. Flera underskottsjärnvägar stängdes under löftet om statliga investeringar i nya projekt, vilket inte blev av. Åtgärderna centraliserades i regeringen fram till öppnandet av marknaden 1990. Så den nationella privatiseringsplanen inleddes, med dussintals eftergifter som gjordes. Det slutade dock med att de koncentrerade järnvägarna, huvudsakligen, till tre stora företagsgrupper, América Latina Logística (ALL), Vale S.A. och MRS Logística. Renoveringen genererade en ökning av produktiviteten (transporterade laster ökade med 30 % med samma järnvägslinje). Huvudproblemet var dock att reformen inte bara gav bort järnvägen, utan också geografisk exklusivitet. Detta resulterade i att det inte skapades konkurrenskraftiga incitament för utbyggnad och förnyelse av det befintliga nätet. Med staten som upprätthåller öppnandet av nya järnvägar en svår, långsam och byråkratisk process, eftersom den upprätthåller det totala maktmonopolet över denna sektor, expanderade inte järnvägarna ytterligare i landet, och sektorn var mycket föråldrad. 
År 2021 skapades ett nytt ramverk för järnvägar som tillåter byggande av järnvägar med auktorisation, vilket sker vid utforskning av infrastruktur inom sektorer som telekommunikation, el och hamnar. Det är också möjligt att tillåta utforskning av sträckor som inte är implementerade, inaktiva eller håller på att returneras eller avaktiveras. Med förändringen av reglerna i sektorn, i december 2021, fanns det redan förfrågningar om att öppna 15 000 km nya spår, i 64 förfrågningar om implementering av nya järnvägar. Nio nya järnvägar hade redan godkänts av den federala regeringen, i 3 506 km nya spår.

##### Sjöhamnar och hamnar

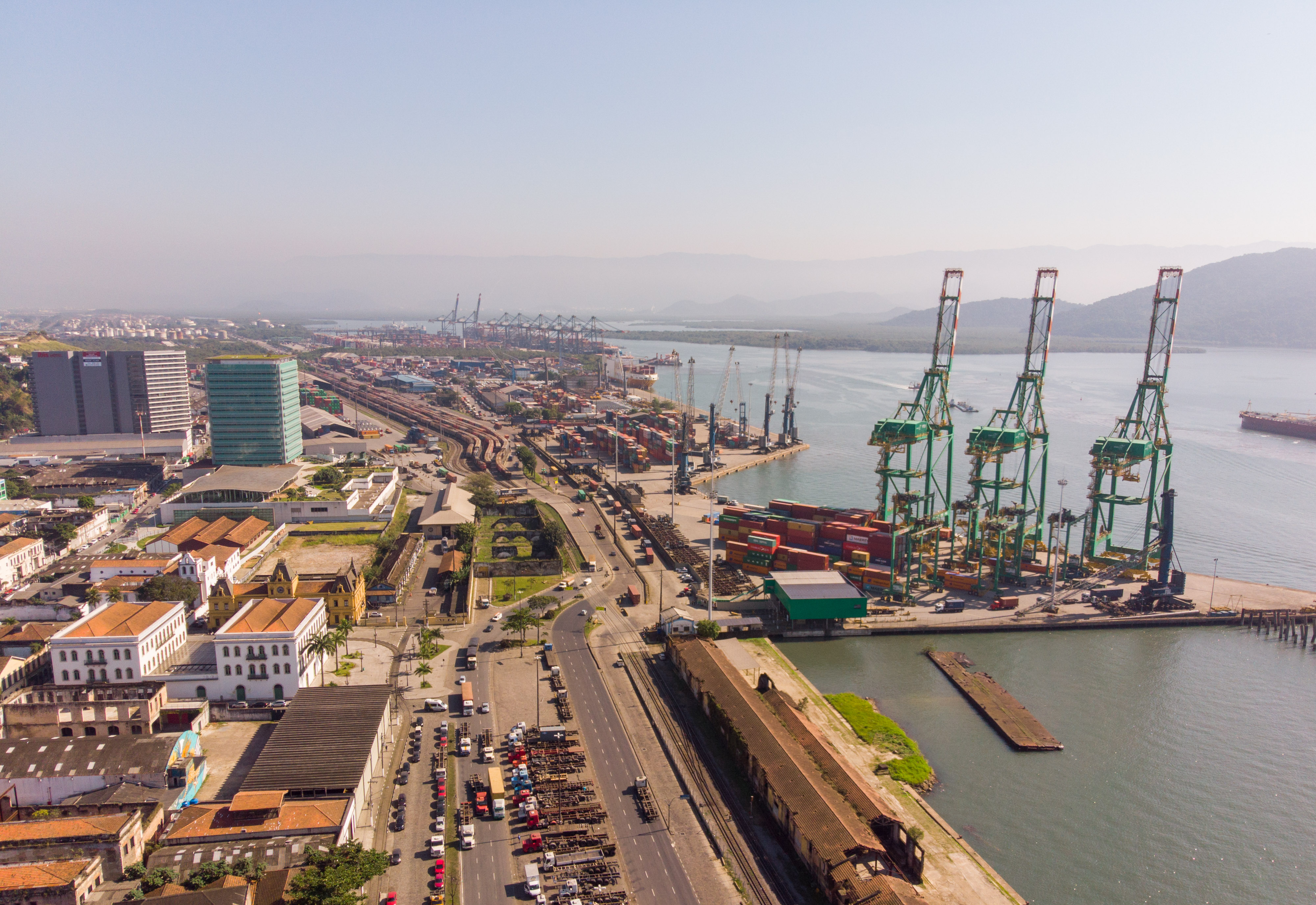
Santos hamn.

Den mest trafikerade hamnen i landet, och den andra mest trafikerade i hela Latinamerika, som bara slås av hamnen i Colón (Panama), är Santos hamn. Andra hamnar med hög rörelse finns i Paranaguá, Rio Grande, Itajaí, Rio de Janeiro, São Francisco do Sul och Suape-hamnen i Pernambuco.

#### Utbildning

Sirius (partikelaccelerator).

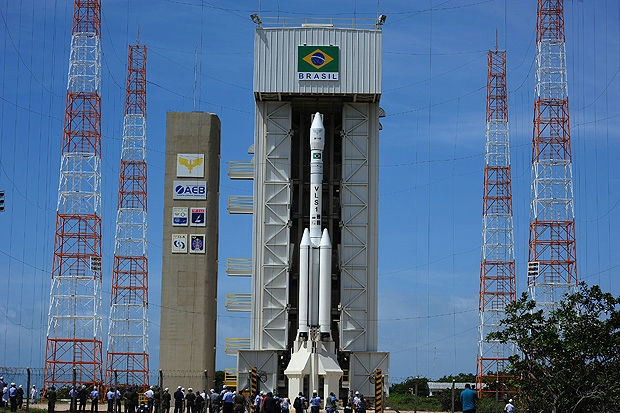
Centro de Lançamento de Alcântara.

I Brasilien råder skolplikt för barn mellan 5 och 16 års ålder. Utbildningen är avgiftsfri men resurserna räcker inte till och skolplatserna är för få, i synnerhet på landsbygden. Många skolor är dåligt utrustade och lärarna har otillräcklig utbildning och låg lön. Enligt Brasiliens statistiska centralbyrån, IBGE, är 95,7 procent av alla barn mellan sju och fjorton år inskrivna i skolan. Så många barn går dock inte i skolan. Omkring en och en halv miljon barn mellan fem och fjorton år beräknas befinna sig helt utanför skolsystemet, medan andra är inskrivna men kommer inte till skolan. Många av dessa måste arbeta för att hjälpa till med familjens försörjning, trots att de flesta typer av arbete är förbjudet för ungdomar under 16 år. Olika kommuner har på försök gett dessa familjer skolpeng som ersättning för bortfall av arbetskraft men detta har inte fungerat som man hoppats eftersom det inte funnits tillräckligt med ekonomiska resurser.
Ungefär en tredjedel av eleverna går vidare till gymnasiet efter grundskolan.
Cirka 90 procent av Brasiliens befolkning är läskunnig.
De människor som har råd skickar ofta sina barn till privata skolor där utbildningen har bättre kvalitet. Drygt elva procent av ungdomarna mellan 18 och 24 år studerar vid något universitet. 64 procent av studenterna går på privata universitet. Till de statliga universiteten, som inte är avgiftsbelagda, kvalificerar sig mestadels elever som har gått i privata skolor.
Bland universitetsstudenterna är endast 2,3 procent svarta eller av afrikanskt ursprung, vilket är anmärkningsvärt med tanke på att denna folkgrupp utgör nästan hälften av befolkningen. Kvoter för att garantera fler universitetsplatser åt svarta har diskuterats.

## Befolkning

### Demografi

På Serra Gaúcha talas även tyska och italienska.

Brasilien befolkning bor främst längs med kusten, och i mindre utsträckning inne i landet. Landets befolkning är väldigt heterogen och många olika kulturer är representerade. Befolkningen i söder är huvudsakligen ättlingar till europeiska kolonisatörer, framförallt portugiser, tyskar och italienare men även polacker, eller senare inflyttade. Senare inflyttade inkluderar polacker, ukrainare, nederländare, kineser och, mer nyligen, sydkoreaner. I norr och nordost är befolkningen av mer blandad karaktär, med både urinvånare, afrikaner och européer. Dock skedde det under mitten av 1900-talet en massiv folkvandring från norr och Bahia söderut, vilket resulterade storstädernas favelas (slumområden) som idag befolkas främst av folk med blandat ursprung.

#### Minoriteter
Innan den europeiska koloniseringen av Amerika tros Brasiliens ursprungsbefolkning ha varit flera miljoner människor. I mitten på 2020-talet troddes de utgöra omkring 0,01 procent av landets totala befolkning, där majoriteten består av invandrare och deras efterkommande från olika etniska grupper.

### Språk
I Brasilien är portugisiska det officiella språket och modersmålet för 97 procent av befolkningen. Det används i medier, utbildning och offentliga sammanhang. Därutöver talas flera indianspråk, inklusive guaraní och tupi, främst av landets ursprungsbefolkningar.[källa behövs]

### Religion

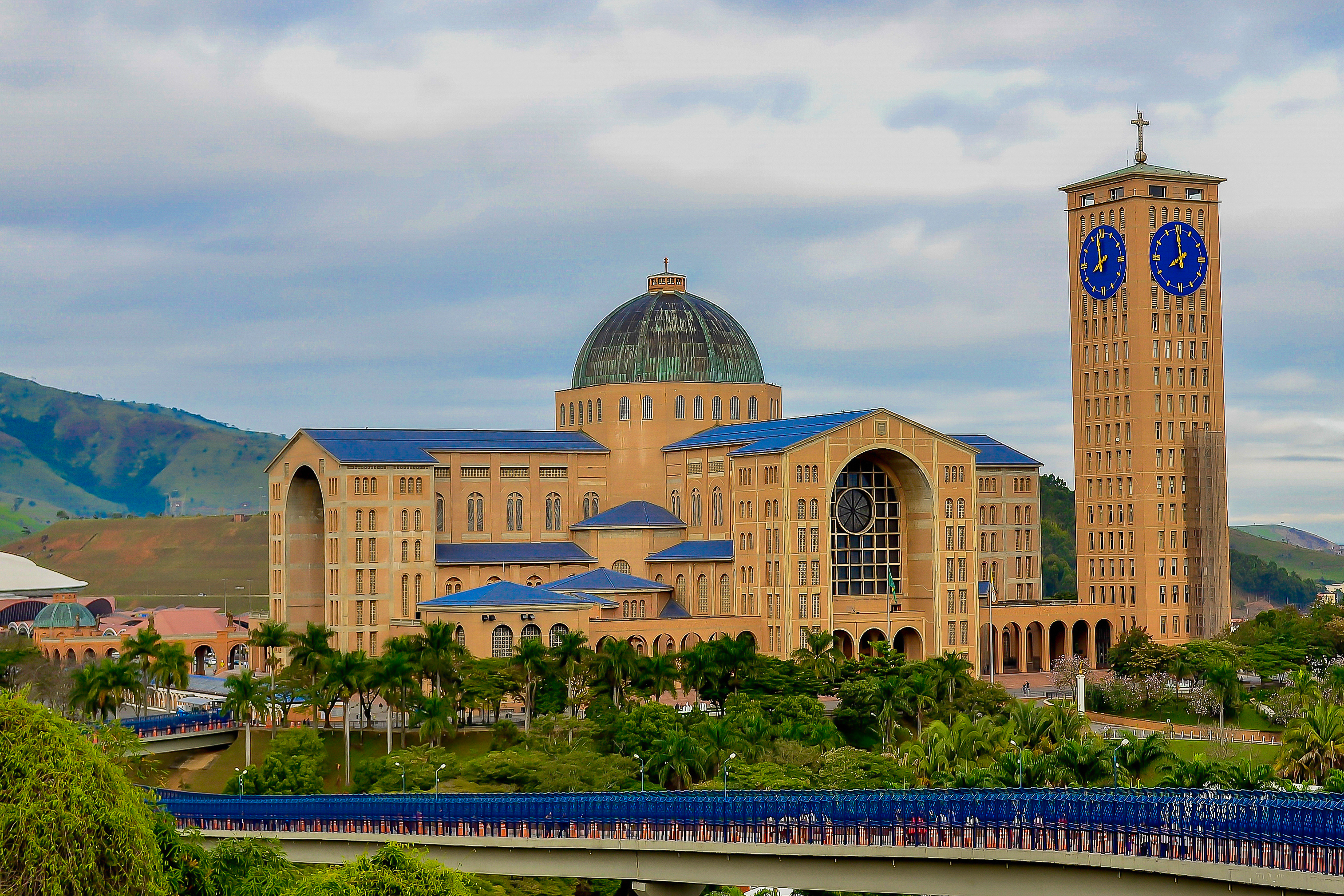
Basílica de Nossa Senhora de Aparecida.

I Brasilien bor det cirka 136 miljoner katoliker, vilket utgör 14 procent av det totala antalet katoliker i världen.[källa behövs] De senaste åren har dock antalet minskat till förmån för olika frikyrkor. Enligt en DN-artikel 2014 (som refererar till Datafolha) beräknas 42,3 miljoner tillhöra någon av frikyrkorna.
I Brasilien identifierar sig 64,6 % av befolkningen som romersk-katoliker, medan 22,2 % är protestanter. Bland protestanterna finns samfund som Assembleias de Deus (cirka 12 miljoner medlemmar) och Kristna församlingen i Brasilien (cirka 2,4 miljoner medlemmar), samt baptister, lutheraner och reformerta. Cirka 8 % är agnostiker, ateister eller saknar trostillhörighet. Spiritister utgör 2 %, medan 0,3 % praktiserar afrikanskt inspirerade religioner som candomblé och umbanda. Resterande 2,9 % tillhör religioner som buddhism, islam, judendom och mormonism.

## Kultur

### Konstarter

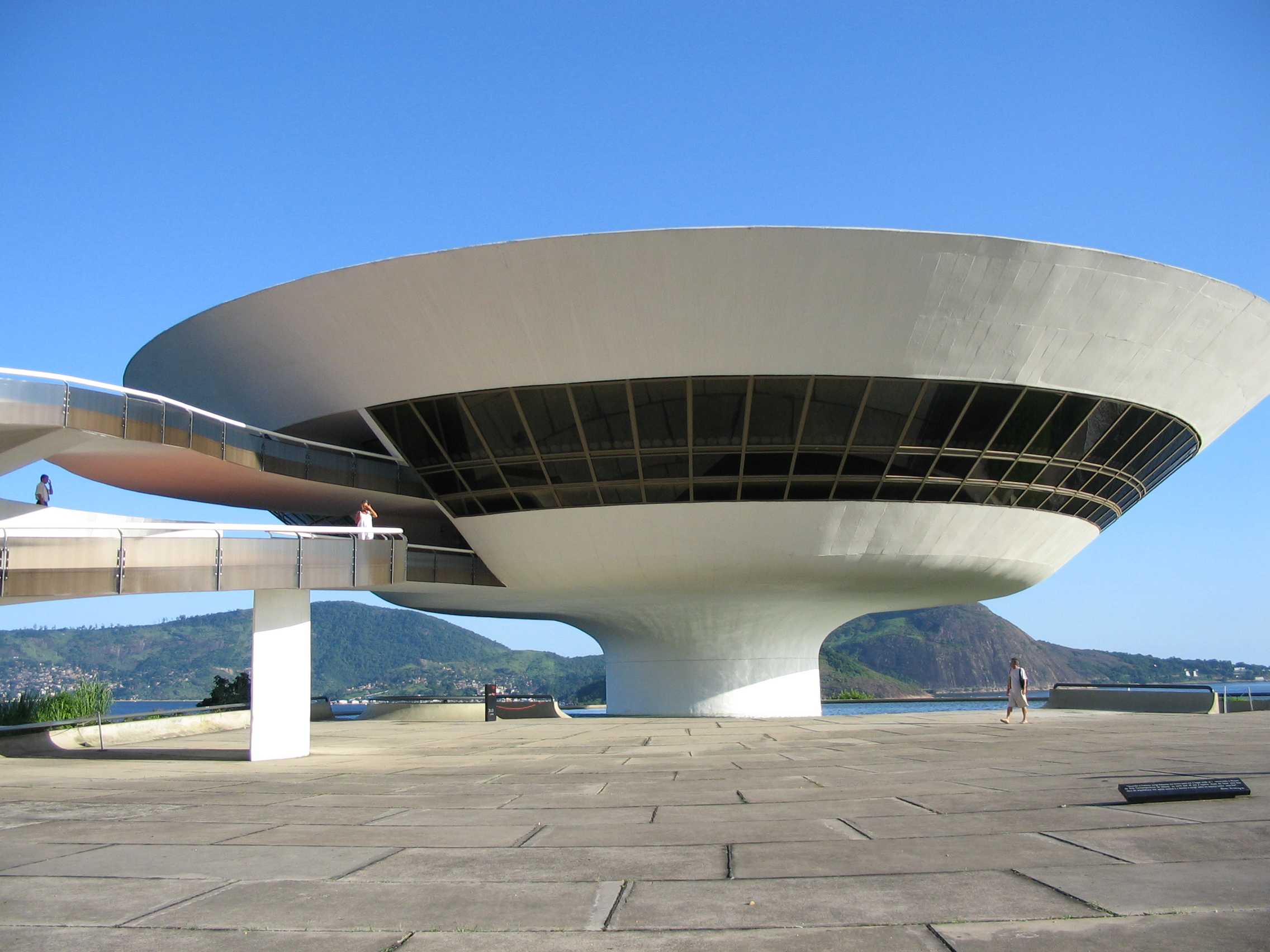
Niteróis museum för modern konst.

Det europeiska inflytandet varit mest påtagligt inom litteraturen och konsten. Brasiliansk arkitektur har i modern tid nått världsrykte (se Brasília). Inom konstmusiken var Heitor Villa-Lobos länge centralgestalten. Folkmusiken och dansen, berömd genom Riokarnevalens sambaskolor, har ett tydligt afro-amerikanskt ursprung.

### Traditioner

#### Kultursymboler
Brasilien har 17 världsarv bland annat
- Salvador, huvudstad i delstaten Bahia
- Iguaçu nationalpark, en nationalpark på gränsen mellan Brasilien och Argentina, nära Paraguay. Denna innehåller bland annat de mäktiga vattenfallen Iguazúfallen.

### Sport

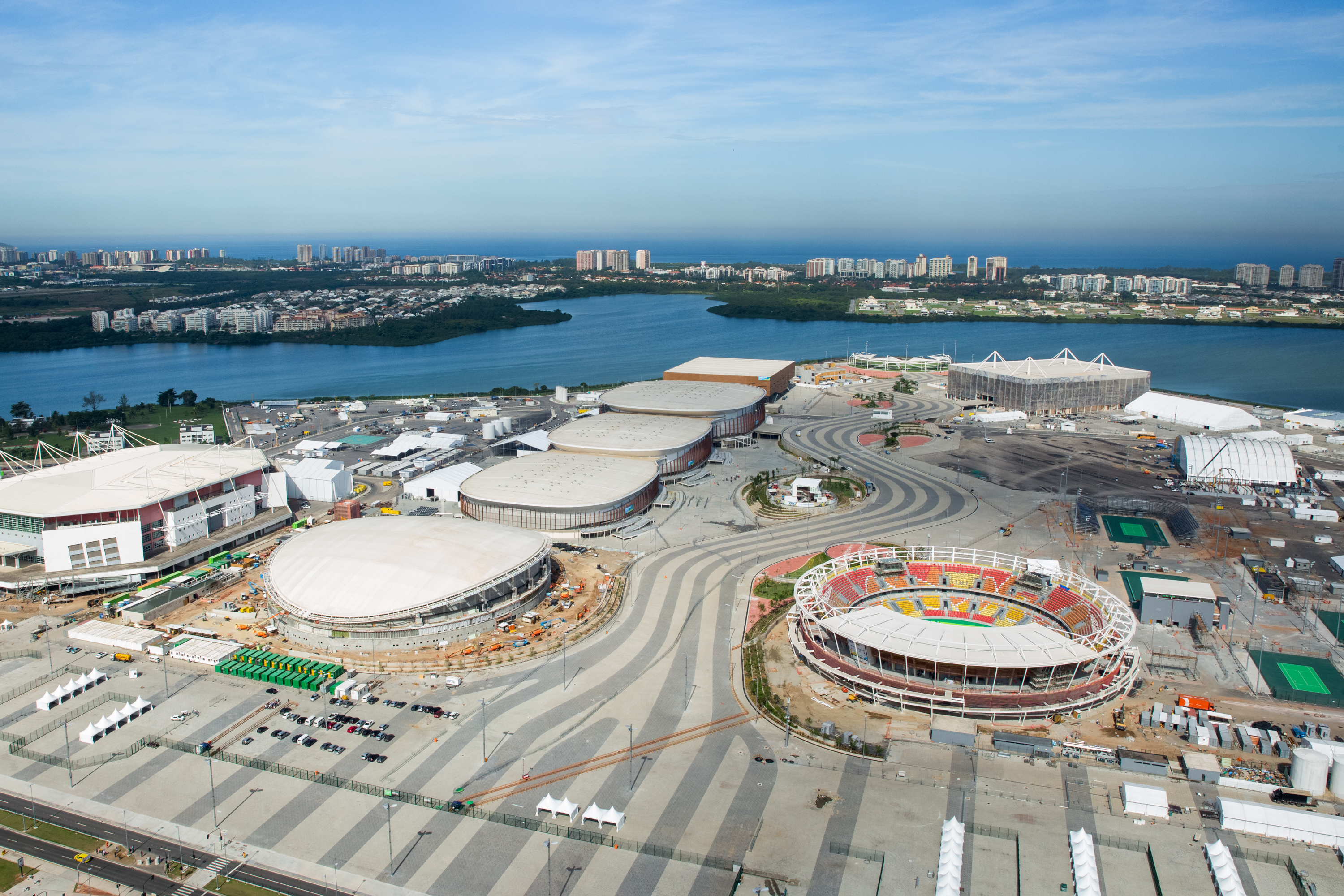
Olympiska parken i Rio de Janeiro, byggd för olympiska sommarspelen 2016.

Fotbollen är en central del av den brasilianska kulturen, med herrlandslaget som har vunnit VM fem gånger. Brasilien har även stått som värd för VM 1950 och 2014, samt de olympiska spelen i Rio de Janeiro 2016. Beachvolleyboll är en annan populär sport, medan kampsporter som capoeira och brasiliansk jiu-jitsu har historiska rötter i landet. Formel 1-legendaren Ayrton Senna vann tre världsmästerskap. Brasilien är en idrottsjätte i Latinamerika och har producerat framstående olympier inom flera sporter, vilket gjort landet ledande inom OS.
År 2022 hade landet vunnit guld i 13 olika olympiska sporter.

## Internationella rankningar
| Organisation                                | Undersökning                   | Rankning   |
| ------------------------------------------- | ------------------------------ | ---------- |
| Heritage Foundation/The Wall Street Journal | Index of Economic Freedom 2019 | 150 av 180 |
| Reportrar utan gränser                      | Pressfrihetsindex 2019         | 105 av 180 |
| Transparency International                  | Korruptionsindex 2018          | 105 av 180 |
| FN:s utvecklingsprogram                     | Human Development Index 2018   | 79 av 189  |